# Källaren Kejsarkronan

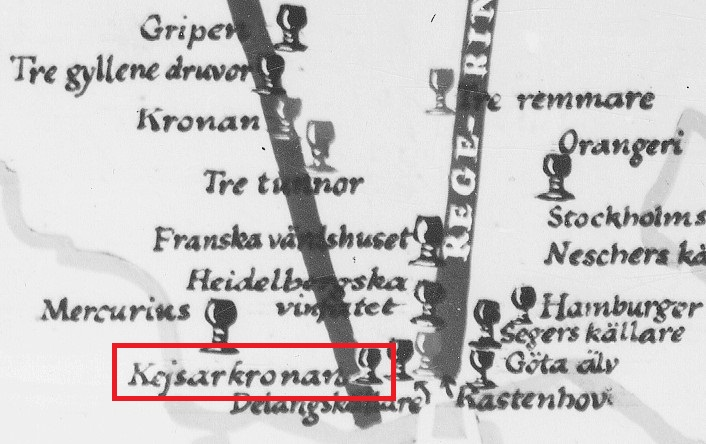
Kejsarkronans läge på Nedre Norrmalm.

Kejsarkronan var en vinkällare i Sadelmakarens hus på kvarteret Johannes större vid Drottninggatan 6 på Norrmalm i Stockholm. Stället fanns på denna adress mellan 1728 och 1779, enligt vissa källor mellan 1740 och 1822.

## Historik

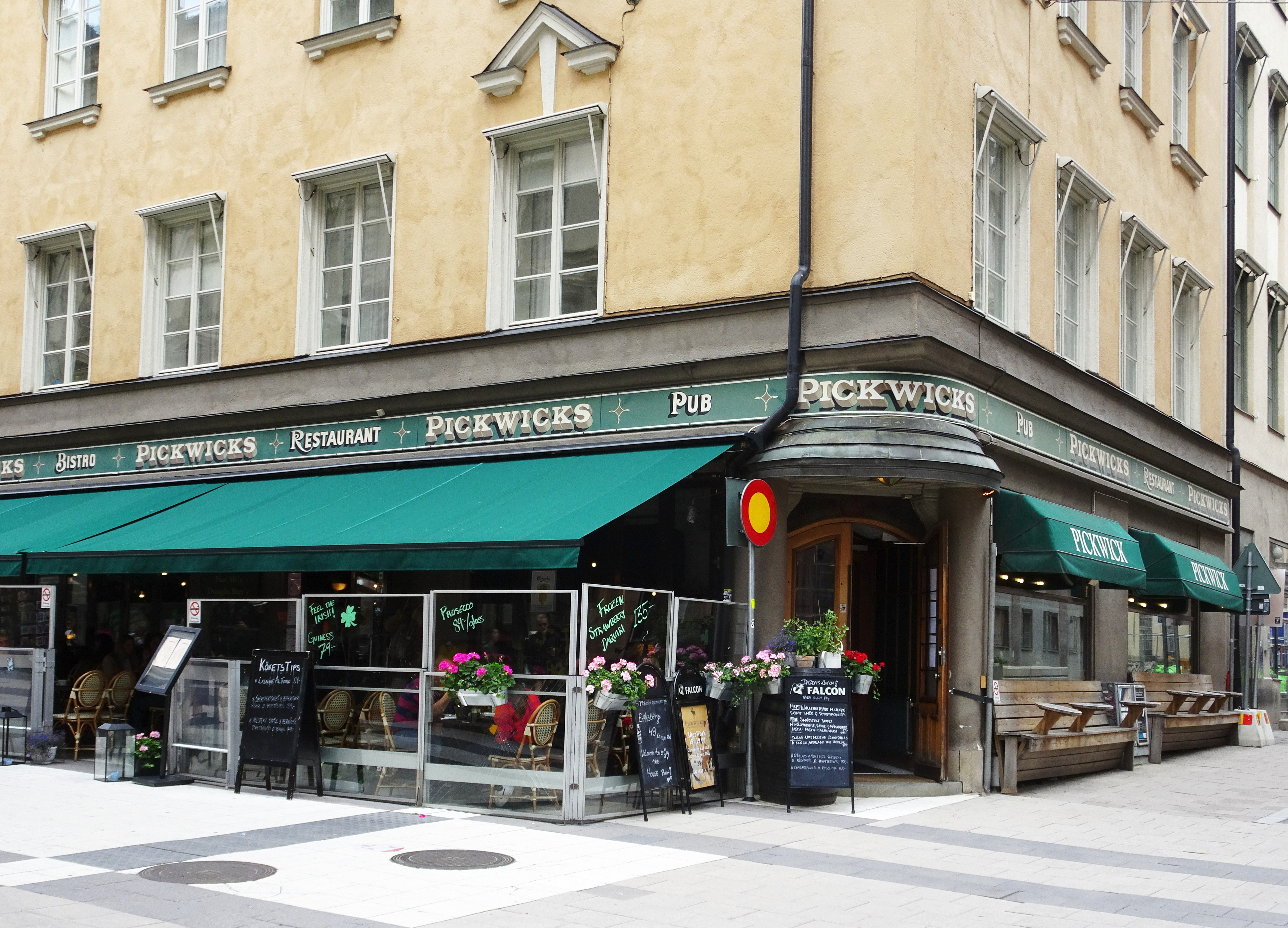
Platsen för Kejsarkronan i juli 2020.

När kanslirådet Carl Friedrich Eckleff ägde Sadelmakarens hus på 1700-talet låg i gathuset Drottninggatan nr 6 den välkända vinkällaren Kejsarkronan, även kallad Keysers Cronan, som öppnade här 1728 av källarmästaren Niclas Thuro. Omkring 1750 drevs stället av källarmästaren Jöns Wansonius (eller Wangsonius). På 1770-talet blev Kejsarkronan stamlokal för bland andra Carl Michael Bellman, Carl Israel Hallman och Olof Kexél och ett inneställe för unga intellektuella och olika ordensbröder i Stockholm. Den 15 maj 1779 instiftades här ordenssällskapet Par Bricole.
Kort därefter flyttades Kejsarkronan av vinskänken Elias Rynning till Trädgårdsgränden (dagens Trädgårdsgatan) i Gamla stan. 1789 förekom Kejsarkronan i hörnet Drottninggatan / Lilla Vattugränd. Enligt vissa uppgifter var Kejsarkronan kvar i Kvarteret Johannes större fram till 1822 då huset köptes av vinhandlaren  Johan Cederlund. Idag finns den engelskinspirerade krogen Pickwicks Restaurang & Pub på Drottninggatan nr 6. Lokalerna är ombyggda och här har numera Par Bricoles ordensbröder sina träffar.